# Напье, Маршалл
Маршалл Напье (англ. Marshall Napier; 22 октября 1951, Лоуэр-Хатт, Веллингтон — 14 августа 2022) — новозеландский актёр.

## Биография
Вырос в Лоуэр-Хатт, регион Веллингтон, где окончил среднюю школу. Является отцом Джеймса Рубена Напье, актрисы Джессики Напье и Роуз Напье. Дядя кинорежиссера Джеймса Напье Робертсона.
До того, как стать актёром, работал рабочим на фабрике и водителем грузовика. Также провёл год, изучая графический дизайн в Университете Мэсси. Его первая профессиональная актерская работа состоялась в 1975 году в театре Downstage в Веллингтоне.
В 1988 году переехал с женой и двумя маленькими детьми в Австралию, чтобы продолжить свою актёрскую карьеру. Вскоре стал играть в кино, театре и выступать на телевидении. Его пьеса «Причудливые ветры» ставилась в Австралии, Новой Зеландии, Соединённых Штатах Америки и Канаде; другие пьесы транслировались на Radio Australia.
В 2007 году сыграл в фэнтезийном фильме «Мой домашний динозавр» режиссёра Джея Расселла, а в 2016 году сыграл роль в фильме «Свет в океане» режиссёра Дерека Сиенфрэнса.
Сыграл главную роль в фильме «Беллбёрд» (2019), который получил награды на нескольких международных кинофестивалях.
Умер от рака мозга 14 августа 2022 года в Канберре в возрасте 70 лет.